# Souleymane Ndéné Ndiaye
Souleymane Ndéné Ndiaye (Kaolack, 6 agosto 1958) è un politico senegalese, Primo ministro del Senegal dal 30 aprile 2009 al 5 aprile 2012.
In passato è stato Ministro del servizio civile e del lavoro nel 2005, Direttore del gabinetto del Presidente della Repubblica dal 2005 a 2007 e Ministro per l'Economia marittima dal 2007 al 2009.